# Giovanni Simeone
Giovanni Pablo Simeone (wym. [xjoβˈanni sˌimeˈone]; ur. 5 lipca 1995 w Buenos Aires) – argentyński piłkarz występujący na pozycji napastnika we włoskim klubie SSC Napoli oraz w reprezentacji Argentyny. Wychowanek River Plate, w swojej karierze grał także w Banfield, Genoa CFC, ACF Fiorentina i Cagliari Calcio. Syn Diego Simeone. Posiada także obywatelstwa hiszpańskie i włoskie.